# Kapsztadzka Deklaracja Otwartej Edukacji
Kapsztadzka Deklaracja Otwartej Edukacji – międzynarodowa deklaracja poświęcona zagadnieniom otwartego dostępu, otwartej edukacji i otwartych materiałów edukacyjnych. Jej najważniejsze punkty to wezwanie nauczycieli i uczniów do aktywnego włączenia się do procesu otwartej edukacji, zachęta do tworzenia i rozpowszechniania materiałów edukacyjnych na otwartych licencjach oraz apel do władz państwowych i instytucji edukacyjnych o nadanie otwartej edukacji najwyższego priorytetu.
Deklaracja powstała jako wynik spotkania na temat otwartej edukacji w Kapsztadzie zorganizowanego w dniach 14-15 września 2007 przez Open Society Institute i Shuttleworth Foundation. Pierwotnie została podpisana 15 września 2007 przez 27 osób reprezentujących organizacje związane z działaniami edukacyjnymi z różnych krajów, w tym m.in. przez Jimmy’ego Walesa (Wikimedia Foundation) oraz Jarosława Lipszyca (Fundacja Nowoczesna Polska). Oficjalna premiera deklaracji miała miejsce 22 stycznia 2008.